# 大久保忠重 (旗本)
大久保忠重（おおくぼ ただしげ）は、大久保玄蕃知行所の2代目領主、上級旗本。通称は四郎左衛門。
父・忠成から5000石を相続し、天和2年（1682年）に79歳で亡くなる。寛文10年（1670年）に家を継いだ時は67歳で、元和8年（1622年）から寛文元年（1661年）までの40年間は空白期間となっている。
歴代大久保玄蕃家では珍しく、官位を持ったとの記録は無い。

## 生涯
- 慶長9年（1604年）生まれる
- 元和4年（1618年）2代将軍・徳川秀忠に御目見。この時15歳
- 元和8年（1622年）書院番士になり、のちに小姓組の番士になる
- 寛文元年（1661年）
  - 8月13日 先鉄砲頭
  - 12月28日 布衣の着用を許される
- 寛文3年（1663年）
  - 4月 4代将軍・徳川家綱が日光詣りをするときに供奉。
- 寛文8年（1668年）
  - 7月11日 槍奉行
- 寛文10年（1670年）
  - 10月23日 家督を継ぐ
- 寛文12年（1672年）
  - 閏6月28日 旗奉行
- 延宝3（1675年）
  - 12月14日 引退する
- 天和2年（1682年）
  - 9月22日 亡くなる。享年79

※上記年表は『新訂 寛政重修諸家譜 第十一』（1965年、P400）を参照に作成した。

## 知行所の出来事
寛文10年（1670年）、駿河国益津郡内の大久保玄蕃頭領（方之上村、中里村、中村、小浜村、花沢村、馬場村、坂本村）と長崎弥左衛門領の農民が、東海道の丸子宿への助馬（助郷）の役が遠くて難儀との願書を奉行に対して出している。
丸子まで4里ほど離れていて、間に日本坂という山の難所があり、それを越えて前日から丸子で待機し、当日役を勤めたら、その夜も丸子に泊まり、合計3日かかるという。